# Camino Viejo de Simancas
El Camino Viejo de Simancas es una vía urbana de la ciudad de Valladolid, España.

## Descripción
Aparece descrita en Las calles de Valladolid de Juan Agapito y Revilla de la siguiente manera:

Hasta hacerse la carretera de Salamanca por el lado derecho del Pisuerga, el camino más directo y frecuentado para ir a la vecina villa de Simancas, fue este camino que le llaman «viejo», precisamente, por la circunstancia expresada. Fue un camino muy trillado por ambas villas, por los de Valladolid y por los de Simancas, y en él y sus proximidades hubo varias escaramuzas en los días de las revueltas de las Comunidades de Castilla, por lo mismo que Simancas se conservó siempre a favor de los caballeros o imperialistas y Valladolid era comunera. En ocasiones del 1521 los de Simancas llegaron a pelear hasta cerca de la Puerta del Campo (calle de Santiago).